# József Szigeti
József Szigeti, nascut com a József Faktor (Budapest, 5 de setembre, 1892 – Lucerna, 20 de febrer, 1973), va ser un violinista de renom mundial.
Va canviar el seu nom a Szigeti el 1902, al mateix temps que el seu germà. Va néixer en una família de músics i va passar la seva infància en una petita ciutat de Transsilvània. Aviat va quedar clar que tenia talent per al violí, així que ell i el seu pare es van traslladar a Budapest, on es va convertir en alumne de Jenő Hubay a l'Acadèmia de Música. Va començar a actuar als 13 anys, aconseguint un gran èxit amb les seves actuacions a Berlín i Dresden el 1905, i a Londres el 1906. També va viure a Ginebra, París, Londres i els Estats Units. Va ser un dels primers artistes de renom internacional a oferir concerts a la Unió Soviètica a la dècada de 1920. Va ser un dels intèrprets més coneguts d'obres clàssiques i especialment modernes (Bartók; Ravel; Stravinski; Prokófiev). Va deixar d'actuar el 1960. Es va dedicar a l'ensenyament i a l'escriptura fins a la seva mort el 1973.

## Biografia
Infància

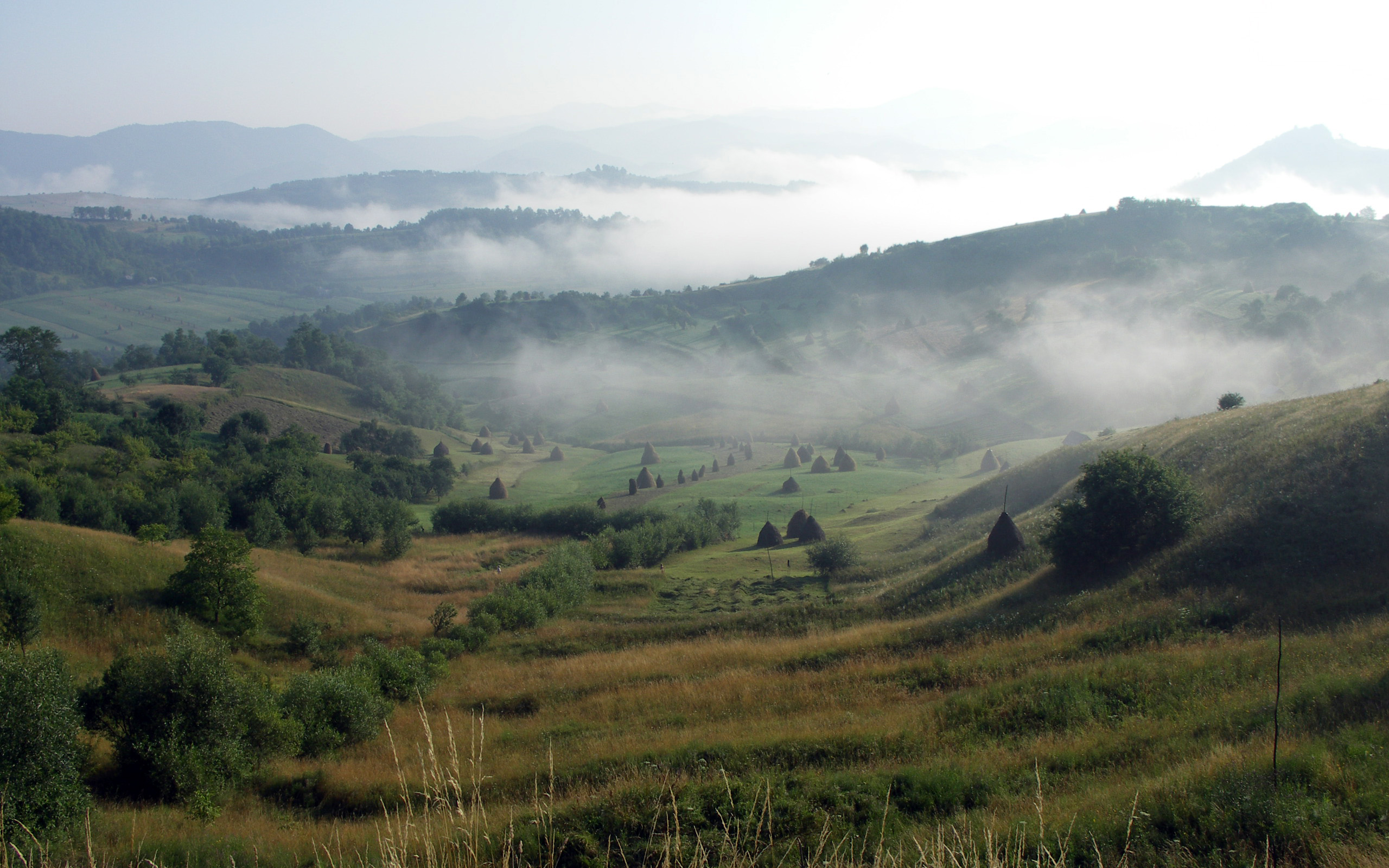
Imatge del comtat de Máramarossziget, Szigeti va passar la seva infància aquí.

Szigeti va néixer en una família jueva. Tenia 3 anys quan va morir la seva mare, Faktor Divora. En aquell moment, es va mudar a Máramarossziget amb els seus avis. Va créixer en una família musical. Les classes de música van ser regulars durant la seva infància. Com que la família no tenia piano, va ser natural que comencés a tocar el violí, com ja havien fet diversos membres de la família. Cantava totes les melodies que sentia, fins i tot una tercera o una sexta més amunt. Això va testimoniar la seva oïda absoluta i la seva indubtable inclinació musical. Va començar les seves classes de música amb el seu oncle Bernát a Máramarossziget.
Les classes de violí eren de nivell bàsic. Aviat va quedar clar que tenia talent per al violí, així que es va mudar a Budapest amb el seu pare i el seu germà Áron. En arribar, el seu pare el va inscriure en un conservatori privat, on va rebre classes d'un professor sense talent que també era un membre obscur de l'orquestra de l'òpera. No obstant això, aviat es va presentar a l'Acadèmia de Música, amb l'esperança d'ingressar a una de les prestigioses classes de violí. L'examen d'accés va ser un èxit. El president del comitè de valoració, Jenő Hubay, va decidir admetre'l a la seva pròpia classe.
Hubay va ser alumne de Joachim a Berlín i, després de completar els seus estudis, va tornar a Hongria i va començar a ensenyar. Szigeti va estudiar amb artistes de renom a la classe de Hubay com Ferenc Vecsey, Emil Telmányi, Jelly Arányi i Stefi Geyer.

Es va desenvolupar molt ràpidament sota les mans del seu mestre a l'Acadèmia de Música. Va oferir diversos concerts públics. El 1905 va pujar a l'escenari a Nagykanizsa. Els diaris de l'època van informar de l'esdeveniment de la següent manera:
| « | "La sala de concerts del "Kaszinó" va tornar a estar molt plena el 25 de març. Per invitació del cercle d'autoeducació de joves comerciants, va venir a nosaltres József Szigeti, un digne rival del violinista d'11 anys Ferenc Vécsey. Els amants de la música no van decebre les seves expectatives, perquè Józsika Szigeti les va satisfer plenament. Sempre esperem algun efecte extraordinari de l'aparició de nens prodigis, però Józsika Szigeti no és un nen prodigi, només un noi extremadament simpàtic i guapo amb ulls blaus intensos i cabells rossos. Tanmateix, el seu talent és fenomenal per a la seva edat. Les dificultats no existeixen per a ell. Duplicitats, notes de vidre, variacions ràpides i vertiginoses surten dels seus dits amb tanta facilitat, com si ni tan sols necessités aprendre aquest ofici. Que pot tocar peces musicals properes a la seva jove ànima amb un sentiment profund i no només amb una tècnica perfecta, ho va demostrar amb la seva interpretació de la peça titulada Souvenir de Moscou. Ell..." va aconseguir un efecte enorme amb les escenes de posada del seu mestre, Jenő Hubay. Aquestes melodies són ben conegudes pel públic, i com més coneix la peça que interpreta, millor pot dominar la tècnica vertiginosa i la bella interpretació. El jove artista va ser acompanyat al piano per la Sra. Vilmosné Blumenschein, que ho va fer amb tanta intel·ligència musical i fins a tal punt que el jove artista li va besar la mà oberta després de cada número. No cal dir que el públic va aplaudir dempeus a Józsi Szigeti." | » |

– Zalai Közlöny
Va debutar a Berlín el 1905 als 13 anys. El seu repertori incloïa la Chaconne de Bach, el concurs de fa sostingut menor d'Ernst i la Dansa de les bruixes de Paganini. La meravellosa actuació va ser esmentada a l'edició dominical del Berliner Tageblatt amb el següent peu de foto: "József Szigeti - un prodigi musical".

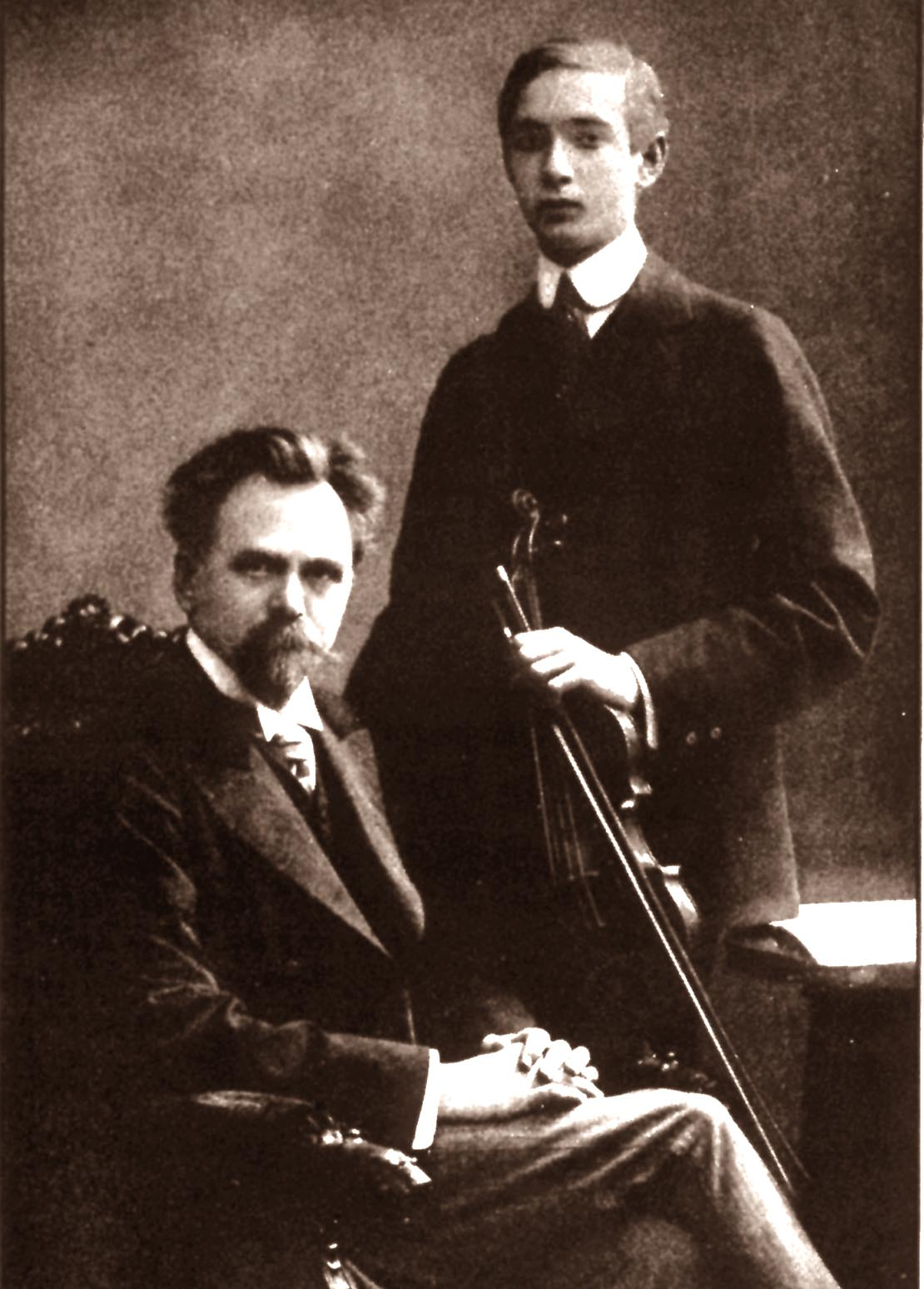
Szigeti i Hubay vers 1910

Un any més tard, el 1906, després d'una de les seves actuacions, li van oferir un contracte de prova amb un circ i teatre de varietats a Frankfurt, on va actuar sota el pseudònim de Szulagi. Aquell mateix any, Hubay va portar Szigeti a Berlín per tocar per a Joseph Joachim. Joachim va quedar impressionat per l'actuació del noi i li va suggerir que completés els seus estudis amb ell. Ell ho va rebutjar, principalment a causa del seu mestre.

## Horitzons més amplis
Szigeti aviat va viatjar a Anglaterra després de conèixer Joachim per mostrar-hi el seu talent. Per casualitat, va conèixer una parella amant de la música que el van convidar a casa seva a la bonica campinya de Surrey, oferint-li l'oportunitat de quedar-s'hi tant de temps com volgués.
Va oferir diversos concerts d'èxit a Anglaterra. També va ser durant aquest període que Szigeti es va unir a una gira de músics de renom, tocant amb gent com la llegendària cantant Nellie Melba, el pianista Ferruccio Busoni i Wilhelm Backhaus. El famós flautista francès Philippe Gaubert i el jove tenor John McCormack també van participar en la gira.

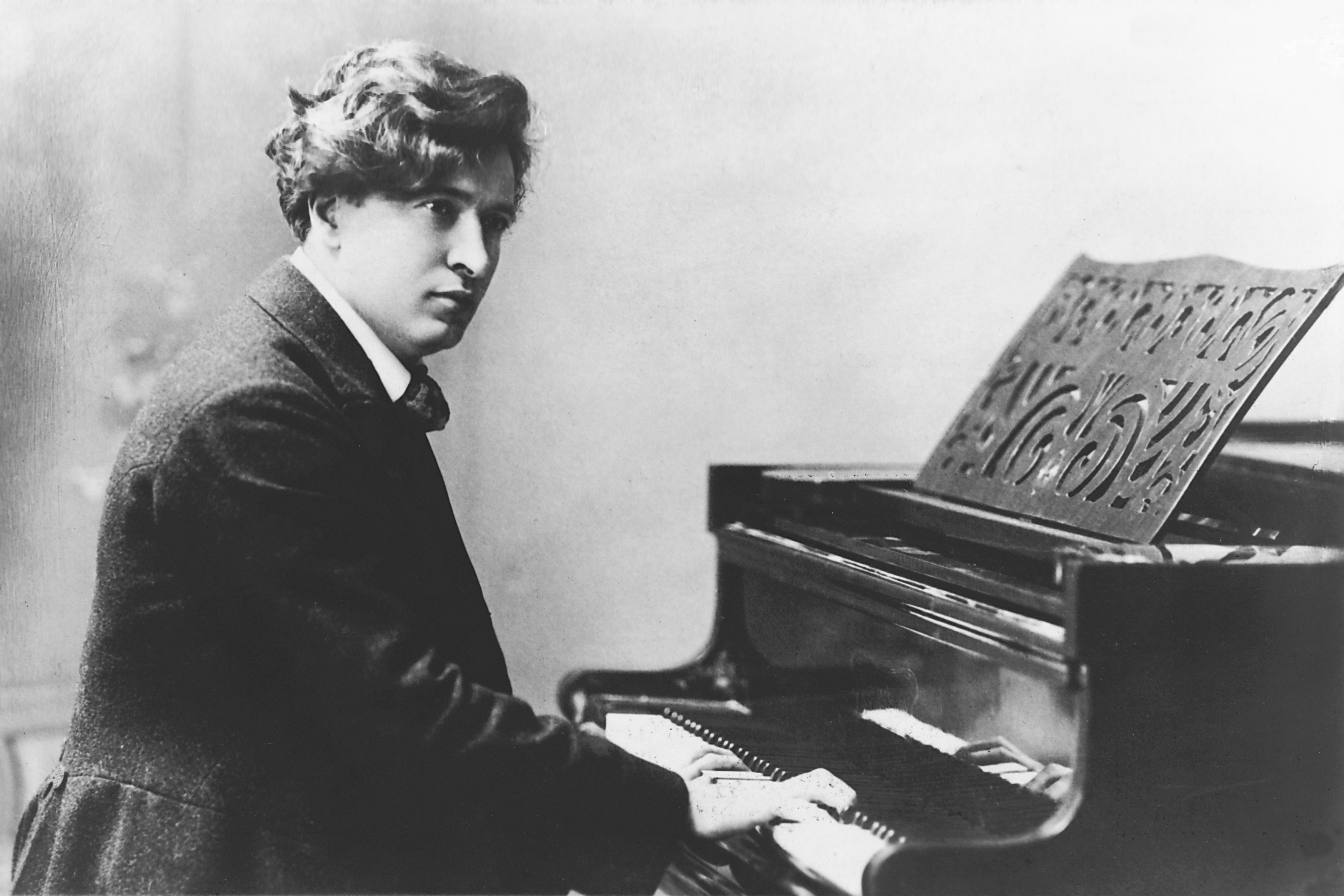
El mentor de Szigeti, Ferruccio Busoni

Busoni va tenir la major influència sobre ell. El gran compositor i pianista es va convertir en el mentor de Szigeti, obrint-li vastos horitzons. Com va dir, les setmanes que va passar amb Busoni "em van treure d'una vegada per totes de la meva indolència juvenil".

## La seva malaltia i el nou començament
El 1913, a Szigeti li van diagnosticar tuberculosi i el van enviar a un sanatori de Davos, Suïssa, per rebre tractament. La seva carrera musical es va veure interrompuda en aquest moment. Durant la seva estada al sanatori, va conèixer Béla Bartók, que també s'hi recuperava, sent tractat per una pneumònia. Els dos homes ja es coneixien breument, ja que s'havien conegut amb motiu del dia del conservatori. La seva amistat va durar fins a la mort de Bartók el 1945. Immediatament després de la Primera Guerra Mundial, es va establir a Ginebra, on va dirigir l'escola d'art del conservatori a partir del 1917. Szigeti va admetre que els seus anys al Conservatori de Ginebra no van satisfer plenament els seus desitjos, i de vegades es va sentir frustrat per haver tingut només alumnes mediocres. Szigeti va omplir molts buits musicals durant la seva carrera docent, i els punts blancs que es troben en tots els virtuosos van desaparèixer lentament. Va conèixer Wanda Ostrowska, una jove d'ascendència russa que havia quedat apàtrida a causa de les Revolucions russes de 1917. Es van casar el 1919.

## Debut americà
Szigeti va conèixer a Leopold Stokowski a Zuric el 1925 a l'hotel Baur au Lac, abans del seu viatge a Amèrica. Li va tocar la Chaconne de Bach. Després de l'actuació, Stokowski va dir a Szigeti:
| « | "Marxo dimecres que ve i tan bon punt arribi parlaré amb el meu mànager sobre tu. Pots esperar el teu telegrama d'aquí a deu o dotze dies." | » |

Dues setmanes més tard, va arribar un telegrama del mànager de Stokowski a Filadèlfia, convidant-lo a unir-se a l'Orquestra de Filadèlfia. Aquí va ser on va fer el seu debut americà. Després d'arribar a Amèrica, Szigeti va adquirir moltes experiències noves, ja que mai abans havia tocat per a orquestres americanes. Durant una reunió, va obtenir una visió profunda de la psique musical del públic de la noblesa; gairebé se li va revelar un abisme. Els mànagers i agents van determinar quin programa havia de presentar al públic. Gairebé va desenvolupar por escènica, completament desprevingut per a aquestes peces. Szigeti preferia les obres que havia tocat a la classe de Hubay de petit.

## Vida familiar

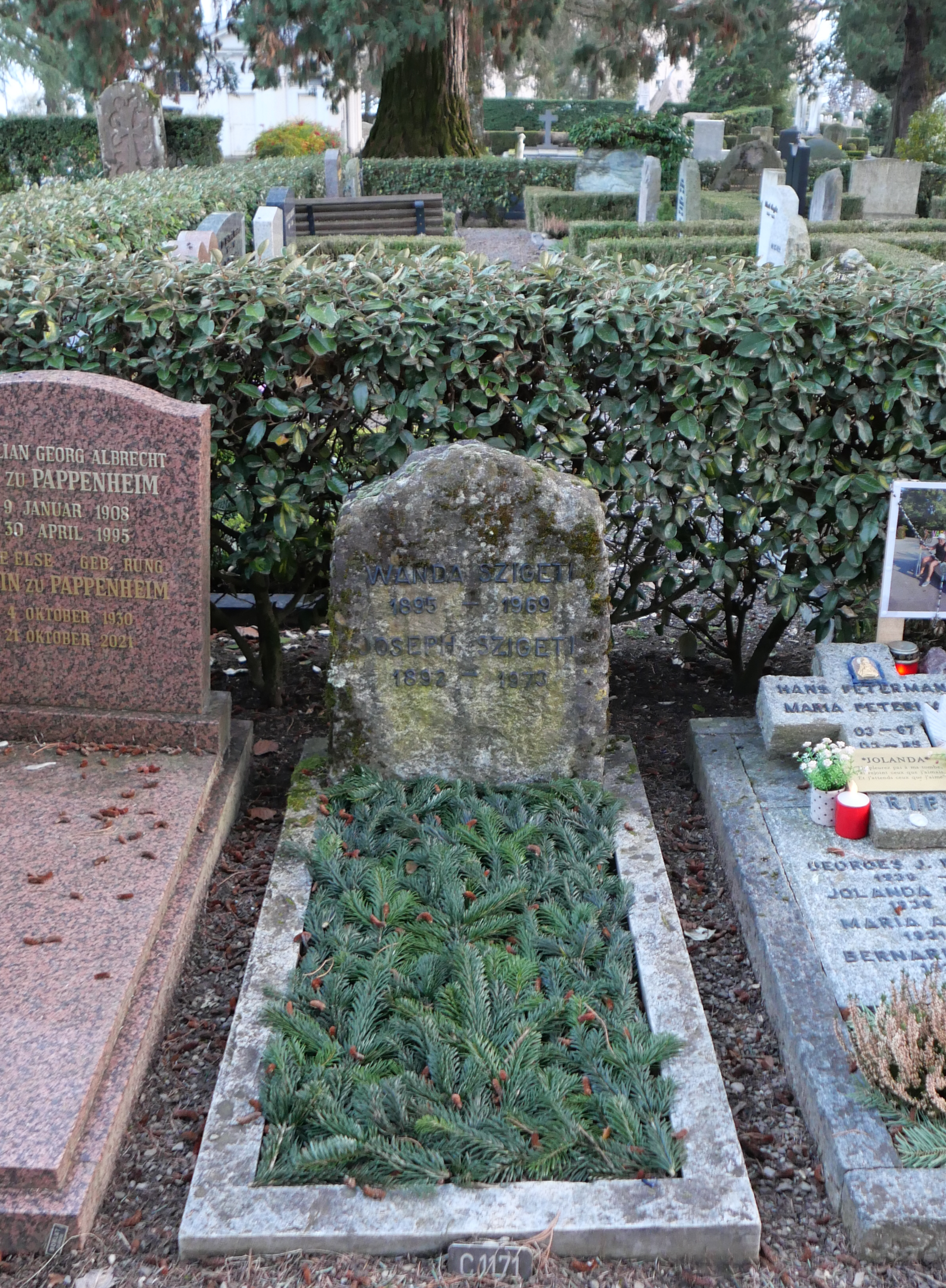
Tomba de Wanda i Joseph Sziget

Mentre Szigeti encara ensenyava a Ginebra, va conèixer una dona d'origen rus, Wanda Ostrowska. La seva esposa va arribar a Ginebra el 1914 amb la seva germana, on vivien en un internat per a noies. Van decidir casar-se el 1919. Ell i la seva promesa van anar al cònsol general de la monarquia austrohongaresa, el baró Montlong, per obtenir els documents necessaris. Com que la seva promesa no podia rebre notícies de casa a causa de la Revolució Russa, es van veure obligats a casar-se sense el consentiment dels seus pares. El baró Montlong també els va ajudar a obtenir una llicència de matrimoni a Rússia. El baró va dir aquestes paraules a la jove parella:
| « | "Només voldria saber com concedir-vos una llicència de matrimoni. Bé, ja veurem. Si us plau, no us cenyiu al fred text de la llei. Si hi ha una manera, no vull obstaculitzar la felicitat d'aquests dos joves. A la guerra, trepitgen les lleis. Per què no eludim també la llei per una bona causa aquesta vegada?". | » |

Poc després, es van casar. Després del casament, per facilitar-se la vida, Szigeti va començar a fer concerts a capitals europees.
El 1920 va néixer la seva filla, Irene. Szigeti va tornar de Berlín a Ginebra durant el Putsch de Kapp. El 1940, ell i la seva dona es van traslladar als Estats Units, a Califòrnia. La seva filla, Irene, va romandre a Ginebra i es va casar amb el pianista Nikita Magaloff (1912-1992).
El matrimoni Szigeti va viure a Califòrnia fins al 1960, quan es van traslladar de nou a Ginebra. Van continuar vivint a la vora del llac Leman. Wanda va morir el 1969, i Szigeti la va seguir quatre anys després. Szigeti està enterrat al costat de la seva dona, Wanda, al cementiri de Clarens-Montreux. La seva filla, Irene (1920-2005) i el seu gendre, Nikita Magaloff, un pianista de fama mundial d'origen georgià-rus, estan enterrats a pocs metres de la tomba.